# 27718 Gouda
27718 Gouda è un asteroide della fascia principale. Scoperto nel 1989, presenta un'orbita caratterizzata da un semiasse maggiore pari a 2,3912013 UA e da un'eccentricità di 0,1286556, inclinata di 7,75397° rispetto all'eclittica.